# Чехословачки војни орден За Слободу
Чехословачки војни орден " За Слободу" (чеш. Československý vojenský řád Za svobodu) је основан 2. априла 1946. године. Мијењан је и допуњаван 1947. и 1949. године. Додјељиван је лицима која су током Другог светског рата била ангажована у оружаним снагама антинацистичке коалиције и која су помогла ослобађање Чехословачке. Организован је у три степена: Златна звијезда (Zlata hvězda); Сребрна медаља (Stříbrna medaile); Бронзана медаља (Bronzova medaile).
| Златна звијезда | Сребрна медаља | Бронзана медаља |

## Опис ордена
Орденски знак је позлаћена петокрака звијезда, а између кракова је сребрни вијенац од листова липе. У центру је кружни позлаћени медаљон са профилним ликовима два војника под шљемовима, окренута надесно (хералдички), са рељефним натписом дуж доње ивице медаљона ZA SVOBODU ČESKOSLOVENSKA (За чехословачку слободу). Звијезда се носи на десној страни груди, без икакве траке. Лентица је плава са широм црвеном ивицом и уским белим пољем између; на лентици се носи минијатурни знак ордена.

## Познати носиоци
- Коча Поповић